# Martín de Mayorga

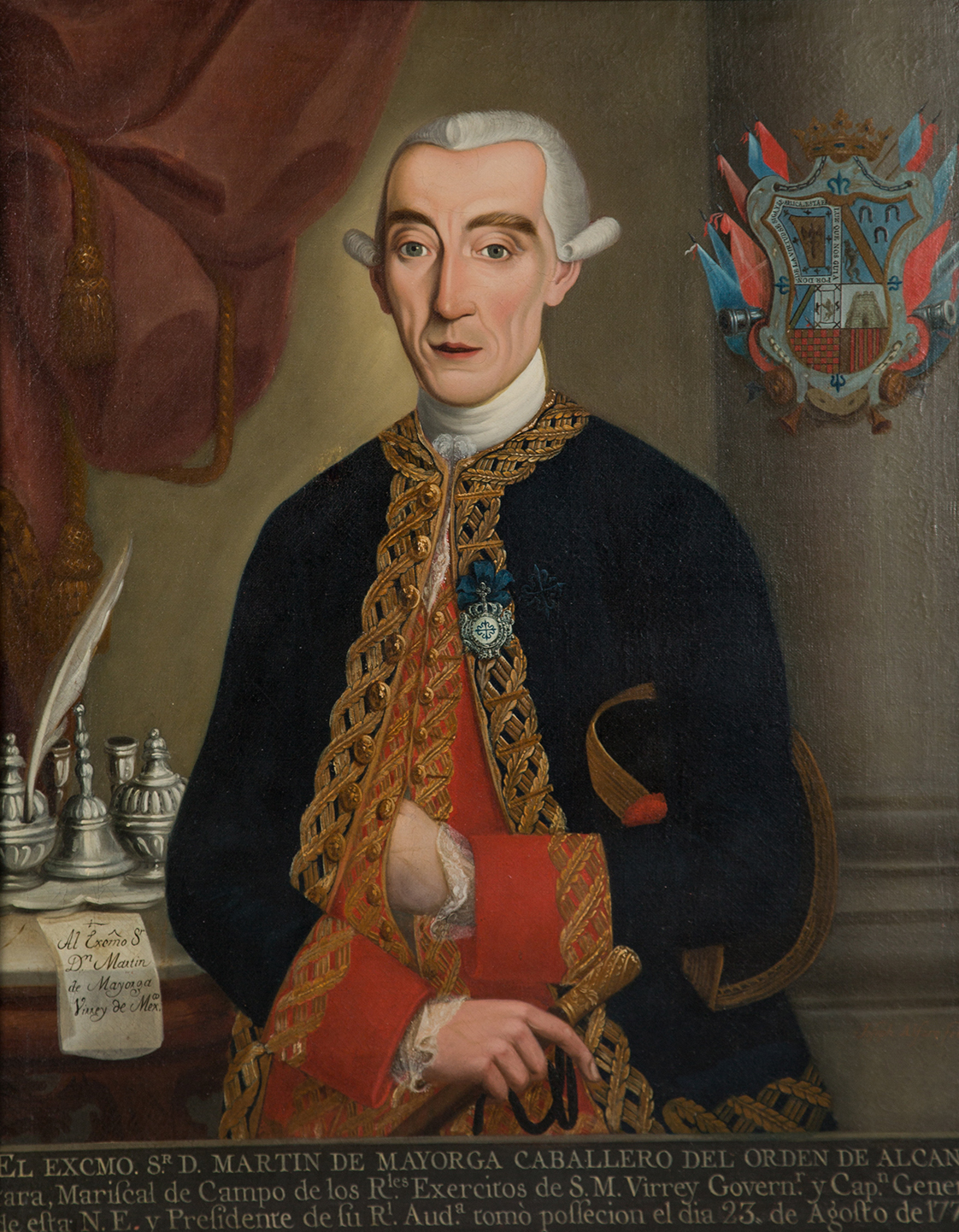
Martín de Mayorga

Martín Díaz de Mayorga y Ferrer (getauft 12. September 1721 in Barcelona, Spanien; † 28. Juli 1783 auf See vor Cádiz, Spanien) war ein spanischer Offizier und Kolonialverwalter, der als Gouverneur von Guatemala und Vizekönig von Neuspanien amtierte.

## Leben

### Herkunft und Familie
Martín de Mayorgas Mutter hieß Manuela Ferrer. Sein Vater, der ebenfalls Martín hieß, starb ein halbes Jahr vor seiner Geburt. Er war Brigadegeneral. Sein Großvater väterlicherseits, auch er hieß Martín, war Oberst des Heeres gewesen und hatte den Oberbefehl über die Festung von Cádiz gehabt.
1760 heiratete er Josefa Valcárel y Daoiz aus Pamplona, die Hofdame der Königin war. Das Ehepaar hatte eine Tochter und zwei Söhne, Pedro und Francisco, die später ebenfalls militärische Laufbahnen einschlugen.

### Karriere in Europa
Wie sein Großvater und Vater vor ihm trat Martín de Mayorga in die Armee ein und diente in der königlichen Garde. Er kämpfte ab 1745 in den spanischen Feldzügen in Oberitalien. Bei der Einnahme von Almeida (Portugal) durch die Spanier nahm er teil. König Karl III. berief ihn 1766 zum militärischen und zivilen Gouverneur von Alcántara. Er wurde auch in den Orden von Alcantara aufgenommen.

### Amtszeit als Gouverneur von Guatemala
1772 wurde Martín de Mayorga zum Gouverneur von Guatemala berufen, der zugleich Vorsitzender der Real Audiencia von Guatemala war. Er erreichte Guatemala im Juni 1773, begleitet von seiner Frau. Unmittelbar nach seiner Ankunft erschütterte am 29. Juni 1773 ein schweres Erdbeben die Gegend, das einen Großteil der Häuser der Hauptstadt Antigua Guatemala völlig zerstörte. Im September und Dezember wiederholten sich Erdbeben; die Gesamtzahl der Opfer belief sich auf über 120.000 Tote.
Die Katastrophenhilfe und Nachsorge machte einen großen Teil der Regierungsarbeit aus. Daneben führte der Gouverneur Mayorga intensiven Austausch mit dem spanischen Hof, ob die Hauptstadt an einen sichereren Ort verlegt werden sollte. Dabei setzte er sich gegen den Erzbischof Pedro Cortés y Larraz durch, der den bisherigen Standort beibehalten wollte. Die Kolonie erholte sich von dem Rückschlag, und der König belohnte Mayorga mit der Beförderung zum Feldmarschall.
Im Januar 1779 erhielt Mayorga einen Brief vom Kolonialminister José de Gálvez y Gallardo, dass er von seinem Posten abgelöst werden sollte. Als Ersatz sollte der Bruder des Ministers, Matías de Gálvez y Gallardo Gouverneur von Guatemala werden.

### Amtszeit als Vizekönig von Neuspanien
Im April 1779 starb überraschend der neuspanische Vizekönig Antonio María de Bucareli y Ursúa im Amt. In dem versiegelten Umschlag, den die Real Audiencia von Mexico im Falle des Todes zu öffnen hatte, war von Madrid aus der Gouverneur von Guatemala als interimistischer Nachfolger vorgesehen. Es ist anzunehmen, dass der Indienrat damit Matías de Gálvez gemeint hatte. Doch da dieser das Amt noch nicht übernommen hatte, ging der Ruf an den bisherigen Amtsinhaber, Martín de Mayorga. Dieser Umstand begründete eine tiefe Abneigung von José de Gálvez gegen Martín de Mayorga.
Er erreichte Mexiko-Stadt Ende August 1779, kurz nachdem der Regent der Audiencia, Francisco Romá y Rosell den Krieg mit England ausgerufen hatte. Vizekönig Mayorga richtete sich darauf ein, dass die Briten wie in vorangegangenen Kriegen spanische Besitzungen angreifen würden. Daher befahl er, wichtige Handelshäfen in Mexiko (allen voran Veracruz), aber auch die Häfen des frischerworbenen Louisiana und auf Kuba zu verstärken und zu bewachen. Auch die Kolonie Philippinen machte er verteidigungsbereit. Der befürchtete britische Angriff blieb dann allerdings aus.
Damit die erwarteten Kosten eines Krieges nicht wie zuvor die Staatskasse ruinierten, betraute er einen gesonderten Verantwortlichen für die Staatsfinanzen der Kolonie: Pedro Antonio de Cossio. Von dieser Arbeitsteilung, die bis zum Ende von Mayorgas Amtszeit dauerte, wussten nur wenige Vertraute. Sie führte zu widersprüchlichen Befehlen von Vizekönig und Finanzverwaltung. Am Ende fiel Cossio wegen seines aufbrausenden Wesens in Ungnade.
In Mayorgas Amtszeit wurde das Fort San Diego im Hafen von Acapulco weitergebaut; auch die Befestigungen an der Karibikküste wurden ausgebaut. In Tacubaya errichtete man eine Pulverfabrik.
1779 litt Neuspanien unter einer Windpocken-Epidemie, die vor allem die indigene Bevölkerung hart traf.
Mayorga galt als kunstsinniger Mann -- er ließ die königliche Akademie der schönen Künste (Real Academia de Bellas Artes) einrichten. Administrativ wurde unter seiner Amtszeit Mexiko-Stadt in acht Stadtviertel eingeteilt. Zahlreiche Straßen wurden gepflastert. Dem Intendanten von Puebla befahl er, die Manuskripte des Geschichtswerks Historia Antigua de la Nueva España von Mariano Fernández de Echeverría y Veytia und Lorenzo Boturini de Benaducci zu sammeln und zu bewahren.
Wie viele seiner Vorgänger hatte auch Mayorga mit aufständischen Indianern zu kämpfen: Anfang 1781 erhoben sich in Izúcar im heutigen Bundesstaat Puebla die Einheimischen gegen die Spanier.
Mayorga zählte nicht zum Kreis der Vertrauten des mächtigen José de Gálvez; das Verhältnis der beiden war von Misstrauen geprägt. Entgegen der sonstigen Gepflogenheiten wurde Mayorga nach seiner Ernennung militärisch nicht weiter befördert. Bei Hofe und auch in der öffentlichen Meinung stieß negativ auf, dass Mayorga wichtige Tätigkeitsfelder an seinen Hofmeister Guillermo Bargigli delegierte. Satiriker machten sich über die Fahrlässigkeit des Vizekönigs lustig.
Ende April 1783 übergab er weisungsgemäß die Amtsgeschäfte an Matías de Gálvez, der von Anfang an als Vizekönig ausersehen war. Mayorga reiste sofort nach Kuba ab, wo er mit der Fregatte Clotilde nach Spanien segelte. Kurz vor der Ankunft in Cádiz starb Mayorga an Bord. Gerüchte besagten, dass er von seinen politischen Feinden vergiftet worden sei.